# Заборонений колір
Заборонений колір (яп. 禁色, きんじき, кіндзікі) — колір одягу в традиційній Японії, монополію на використання якого мав лише певний посадовець або чиновник. Система заборонених кольорів була вироблена у 8 столітті, в часи існування «правової держави», і на законодавчому рівні зберігалася до 1945 року.

## Заборонені кольори
- Сумаховий колір (黄櫨染, кородзен) використовувався лише для верхнього одягу Імператора Японії. Він був заборонений для вжитку будь-ким, окрім японського монарха. По сьогодні церемоніальний японський одяг Імператора в часи інтронації фарбується лише у цей сумаховий колір. Його видобувають з плодів сумаха послідовного (Rhus succedanea), відомішого як японське воскове дерево. Вважається, що жовто-брунатний відтінок тканини, пофарбованої в цей колір нагадує блиск золотавого сонця.
- Сім додаткових заборонених кольорів були встановлені у 10 — 11 століттях 
  - Зелено-блідий колір (青白橡, аосіро-цурубамі) — колір верхнього одягу Імператора Японії. Як виняток, одяг цього кольору могли носити наложниці і коханки Імператора, що перебували на посаді Палацових прислужниць 4 рангу, а також секретарі Скарбу 6 рангу.
  - Червоно-блідий колір (赤白橡, акасіро-цурубамі) — колір верхнього одягу Екс-Імператора Японії.
  - Жовто-рудий колір (黄丹, одан) — колір верхнього одягу Крон-принца Японії.
  - Темно-фіолетовий колір (深紫, фукамурасакі) — колір верхнього одягу аристократів 1 рангу.
  - Гарденійовий колір (支子, кутінасі) — запасний заборонений колір, замінник жовто-рудого кольору. Виготовлявся з плодів гарденії жасмінової (Gardenia jasminoides). Дозвіл на носіння цього кольору міг бути наданий Імператорським рескриптом.
  - Темно-багряний колір (深緋, фукахі) — запасний заборонений колір, замінник темно-фіолетового кольору. Дозвіл на носіння цього кольору міг бути наданий Імператорським рескриптом.
  - Темно-саппановий колір (蘇芳, фукасуо) — запасний заборонений колір, замінник темно-фіолетового кольору. Виготовлявся з плодів цизальпінії саппан  (Caesalpinia sappan). Дозвіл на носіння цього кольору міг бути наданий Імператорським рескриптом.

У 19 столітті, в період Мейдзі, заборона була знята з усіх кольорів, окрім сумахового, жовто-рудого та гарденійового.
Після поразки Японії в Другій світовій війні дозволили використовувати і їх. Система заборонених кольорів стала лише умовністю, ритуалом під час традицій і свят, якому в суспільстві не надають великого значення.